# Pleolophus indistinctus
Pleolophus indistinctus är en stekelart som först beskrevs av Léon Abel Provancher 1886.  Pleolophus indistinctus ingår i släktet Pleolophus och familjen brokparasitsteklar. Inga underarter finns listade i Catalogue of Life.